# Pơng Drang
Pơng Drang là một xã thuộc tỉnh Đắk Lắk, Việt Nam.

## Địa lý
Thị trấn Pơng Drang nằm ở phía nam huyện Krông Búk, có vị trí địa lý:
- Phía đông giáp xã Tân Lập
- Phía tây giáp xã Ea Ngai
- Phía nam giáp phường Đạt Hiếu, thị xã Buôn Hồ
- Phía bắc giáp xã Chứ Kbô.

Thị trấn Pơng Drang có diện tích 31,24 km², dân số năm 2022 là 17.988 người, mật độ dân số đạt 575 người/km².

## Hành chính
Thị trấn Pơng Drang được chia thành 20 Tổ dân phố: 1, 2, 3, 4, 5, 6, 7, 8, 9, 10, 11, 12, 13, 14, 15, 16, Cư Blang, Ea Tút, Ea Nur, Tâng Mai.

## Lịch sử
Ngày 27 tháng 7 năm 1999, Chính phủ ban hành Nghị định số 61/1999/NĐ-CP. Theo đó, thành lập xã Chứ Kbô trên cơ sở 6.295 ha diện tích tự nhiên và 7.957 nhân khẩu của xã Pơng Drang; thành lập xã Ea Ngai trên cơ sở 3.545 ha diện tích tự nhiên và 3.339 nhân khẩu của xã Pơng Drang.
Sau khi điều chỉnh địa giới hành chính xã Pơng Drang có 6.160 ha diện tích tự nhiên và 21.961 nhân khẩu.
Ngày 16 tháng 5 năm 2006, Chính phủ ban hành Nghị định số 47/2006/NĐ-CP về việc thành lập xã Ea Đê trên cơ sở 2.970 ha diện tích tự nhiên và 10.025 nhân khẩu của xã Pơng Drang.
Sau khi điều chỉnh địa giới hành chính thành lập xã Ea Đê, xã Pơng Drang còn lại 3.190 ha diện tích tự nhiên và 15.730 nhân khẩu.
Ngày 13 tháng 2 năm 2023, Ủy ban Thường vụ Quốc hội ban hành Nghị quyết số 726/NQ-UBTVQH15 (nghị quyết có hiệu lực từ ngày 10 tháng 4 năm 2023). Theo đó, thành lập thị trấn Pơng Drang trên cơ sở toàn bộ 31,24 km² diện tích tự nhiên và 17.988 người của xã Pơng Drang.